# Кора (приток Ихалицы)
Кора — река в России, протекает в Солигаличском районе Костромской области. Устье реки находится в 59 км по правому берегу реки Ихалица. Длина реки составляет 19 км.
Исток реки находится в 27 км к северо-западу от Солигалича близ границы с Вологодской областью. Река течёт на север-запад, причём долина Коры административно относится к Костромской области и образует «язык», вдающийся на территорию Вологодской области. На реке расположена единственная деревня — Кора. В месте впадения Коры Ихалица известна также как Мизюга.

## Данные водного реестра
По данным государственного водного реестра России относится к Двинско-Печорскому бассейновому округу, водохозяйственный участок реки — Северная Двина от начала реки до впадения реки Вычегда, без рек Юг и Сухона (от истока до Кубенского гидроузла), речной подбассейн реки — Сухона. Речной бассейн реки — Северная Двина.
По данным геоинформационной системы водохозяйственного районирования территории РФ, подготовленной Федеральным агентством водных ресурсов:
- Код водного объекта в государственном водном реестре — 03020100312103000007490
- Код по гидрологической изученности (ГИ) — 103000749
- Код бассейна — 03.02.01.003
- Номер тома по ГИ — 03
- Выпуск по ГИ — 0